# 石井清子
石井 清子（いしい きよこ、1935年〈昭和10年〉 - ）は日本映画の編集技師。東京都出身。

## 経歴
1958年5月に東宝の特殊技術課に3ヶ月契約で入社。新聞の特集を見てスクリプターに憧れていたが、スクリプターになるには編集を学ばねばならず、円谷英二から「君は編集が似合う」と言われ編集技師としての道を選んだ。1967年に退職。その後は、日活のテレビ作品や大阪万博用の作品などを手掛けた。

## 人物・エピソード
映画『宇宙大戦争』で編集助手を務めた際に、石井のミスで1カットダビングできず、円谷英二に怒鳴られ、周囲からも冷ややかな目で見られたことが合った。しかし、実際には石井の担当した箇所ではなかったが石井は言い訳をせず、後に円谷から詫びとして芝居の券をもらったという。
円谷がタバコを吸って灰が落ちそうになった際は、石井が灰皿を出していたといい、助監督であった中野昭慶は名人芸であったと評している。一方、後年では、糖尿病を患っていた円谷が、天ぷら蕎麦を食したり、タバコを1カートン吸っていたところなどを目の当たりにしながら、それらをセーブさせなかったことを後悔しているという。

## 代表作
| 公開年月日     | 作品名                                    | 制作（配給）                                 |
| -------------- | ----------------------------------------- | -------------------------------------------- |
| 1958年6月24日  | 美女と液体人間                            | 東宝                                         |
| 1958年10月14日 | 大怪獣バラン                              | 東宝                                         |
| 1959年7月5日   | 潜水艦イ-57降伏せず                       | 東宝                                         |
| 1959年10月25日 | 日本誕生                                  | 東宝                                         |
| 1960年4月10日  | 電送人間                                  | 東宝                                         |
| 1960年4月26日  | ハワイ・ミッドウェイ大海空戦 太平洋の嵐   | 東宝                                         |
| 1960年12月11日 | ガス人間第一号                            | 東宝                                         |
| 1961年7月30日  | モスラ                                    | 東宝                                         |
| 1961年10月8日  | 世界大戦争                                | 東宝                                         |
| 1962年3月21日  | 妖星ゴラス                                | 東宝                                         |
| 1962年8月11日  | キングコング対ゴジラ                      | 東宝                                         |
| 1963年1月3日   | 太平洋の翼                                | 東宝                                         |
| 1963年5月29日  | 青島要塞爆撃命令                          | 東宝                                         |
| 1963年8月11日  | マタンゴ                                  | 東宝                                         |
| 1963年12月22日 | 海底軍艦                                  | 東宝                                         |
| 1964年4月29日  | モスラ対ゴジラ                            | 東宝                                         |
| 1964年8月11日  | 宇宙大怪獣ドゴラ                          | 東宝                                         |
| 1964年12月20日 | 三大怪獣 地球最大の決戦                   | 東宝                                         |
| 1965年6月19日  | 太平洋奇跡の作戦 キスカ                   |                                              |
| 1965年8月8日   | フランケンシュタイン対地底怪獣            | 東宝 ベネディクト･プロ （東宝）              |
| 1965年10月31日 | 大冒険                                    | 東宝 渡辺プロダクション （東宝）             |
| 1965年12月19日 | 怪獣大戦争                                | 東宝                                         |
| 1966年7月13日  | ゼロ・ファイター 大空戦                   | 東宝                                         |
| 1966年7月31日  | フランケンシュタインの怪獣 サンダ対ガイラ | 東宝 ベネディクト･プロ （東宝）              |
| 1966年12月17日 | ゴジラ・エビラ・モスラ 南海の大決闘       | 東宝                                         |
| 1967年7月22日  | キングコングの逆襲                        | 東宝 ランキン・バス・プロダクション （東宝） |
| 1967年12月16日 | 怪獣島の決戦 ゴジラの息子                 | 東宝                                         |